# Notoplites undulatus
Notoplites undulatus är en mossdjursart som först beskrevs av Hasenbank 1932.  Notoplites undulatus ingår i släktet Notoplites och familjen Candidae. Inga underarter finns listade i Catalogue of Life.